# Huisgen-1,3-dipolaire cycloadditie
De Huisgen-1,3-dipolaire cycloadditie, een bijzonder geval van een 1,3-dipolaire cycloadditie, is een organische reactie waarbij een dipolarofiel met een 1,3-dipolaire verbinding reageert tot een vijfring, meestal een heterocyclische verbinding. Voorbeelden van dipolarofielen zijn alkenen en alkynen, maar ook gefunctionaliseerde verbindingen met een dubbele binding, zoals carbonylverbindingen, imines en nitrilen. 1,3-dipolaire verbinding vormen een bijzondere stofklasse in de organische chemie; voorbeelden zijn aziden, nitroverbindingen, nitriloxiden en ozon. In het geval van de koppeling tussen een azide en een alkyn wordt een 1,2,3-triazool gevormd:
Deze reactie is de meest courante toepassing van deze cycloadditie en wordt ook wel aangeduid als de azide-alkyn-Huisgen-cycloadditie en is het schoolvoorbeeld van een klikreactie: de twee componenten in de reactie haken als het ware in elkaar, zonder dat er verschuivingen van atomen optreden.
De reactie werd vernoemd naar de Duitse scheikundige Rolf Huisgen, die ze in 1961 publiceerde. Later, in 2002, werd ontdekt dat met een koper(I)-verbinding als katalysator een grote mate van regioselectiviteit kan bekomen worden.

## Reactiemechanisme
Het mechanisme van de reactie is tot stand gekomen met hulp van berekeningen uit de dichtheidsfunctionaaltheorie. Koper is een transitiemetaal en is in staat om het elektronenrijke alkyn te complexeren (een zogenaamd pi-complex). In aanwezigheid van een base wordt het eindstandige waterstofatoom van het alkyn geabstraheerd, waarbij een koper-acetylide als intermediair ontstaat. De coördinatie met koper verlaagt de zuurconstante van het alkynwaterstof tot bijna 10 eenheden, waardoor sommige reacties zelfs zonder base kunnen doorgaan.
Studies suggereren dat de overgangstoestand bestaat uit twee koperatomen: één is gebonden aan het acetylide, terwijl een ander bindt aan het azide. Koper zelf wordt als verbinding met zwak coördinerende liganden ingezet, zoals koper(I)jodide. Hierdoor kan het azide een van deze liganden vervangen, waardoor een cyclisch koper-azide-acetylide-complex ontstaat. Op dat moment grijpt een cyclisatie plaats, gevolgd door een protonering.